# Deutsche Meisterschaften im Freiwasserschwimmen 1995
| Disziplin        | Männer              | Männer            | Männer | Frauen       | Frauen      | Frauen |
| Disziplin        | Name                | Verein            | Zeit   | Name         | Verein      | Zeit   |
| ---------------- | ------------------- | ----------------- | ------ | ------------ | ----------- | ------ |
| 5 km Freiwasser  | Christof Wandratsch | Wacker Burghausen |        | Peggy Büchse | PSV Rostock |        |
| 25 km Freiwasser | Christof Wandratsch | Wacker Burghausen |        | Rita Kovacs  | Ungarn      |        |